# Isaac Toucey
Isaac Toucey (ur. 15 listopada 1796 w Newtown, zm. 30 lipca 1869 w Hartford) – amerykański polityk.

## Życiorys
Urodził się 15 listopada 1796 roku w Newtown. Po odebraniu podstawowej edukacji, studiował nauki prawne, został przyjęty do palestry i otworzył prywatną praktykę w Hartford. Od 1822 roku był prokuratorem stanowym Connecticut i pełnił tę funkcję do roku 1835, kiedy to został wybrany do Izby Reprezentantów z ramienia Partii Demokratycznej. Bezskutecznie ubiegał się o reelekcję w 1839 roku, a trzy lata później powrócił do roli prokuratora stanowego. W roku 1846 został wybrany na roczną kadencję gubernatora Connecticut. W 1848 roku James Polk zaproponował mu objęcie stanowiska prokuratora generalnego. Clifford pełnił ten urząd do końca kadencji prezydenta w 1849 roku. W latach 1850–1852 zasiadał w legislaturze stanowej Connecticut, a następnie został wybrany do Senatu. Po sześcioletniej kadencji, nie ubiegał się o reelekcję, jednak został sekretarzem Marynarki Wojennej w gabinecie Jamesa Buchanana. W 1861 roku, gdy zakończyła się kadencja prezydencka, Clifford powrócił do praktykowania prawa. Zmarł 30 lipca 1869 roku w Hartford.